# Johanniskirche (Frankfurt am Main)
| Johanniskirche Frankfurt am Main-Bornheim | Johanniskirche Frankfurt am Main-Bornheim |
| ----------------------------------------- | ----------------------------------------- |
| Die Johanniskirche in Bornheim            |                                           |
| Innenlänge Kirchenschiff                  | 22,50 Meter                               |
| Innenbreite Kirchenschiff                 | 15 Meter                                  |
| Höhe Turm                                 | 50 Meter                                  |
| Grundriss Turm                            | 7,50 mal 7,50 Meter                       |
| Höhe Dachfirst                            | 20 Meter                                  |
| Anzahl Glocken                            | 3                                         |

Die barocke Johanniskirche ist die Kirche der Evangelischen Kirchengemeinde Frankfurt am Main-Bornheim in der Evangelischen Kirche in Hessen und Nassau. Seit 1896 ist sie nach Johannes dem Täufer benannt. Sie gehört zum Evangelischen Stadtdekanat Frankfurt und Offenbach.

## Geschichte
Die Johanniskirche liegt im alten Ortskern des Stadtteils Bornheim, das seit 1474 der Freien Reichsstadt Frankfurt gehörte. An der Stelle der heutigen Kirche befand sich bereits seit dem Mittelalter ab ca. 750 eine Kapelle, die den Märtyrern Abdon und Sennen geweiht war. Bis 1712 wurde dieses Bauwerk mehrfach repariert und erweitert. 1663 wurde diese spätgotische Kirche durch einen Anbau nur an der Nordseite auf 15 m verbreitert, da sich auf der Südseite der Friedhof befand. Der Turm wurde abgerissen und durch einen Neubau an der ursprünglichen Stelle ersetzt, der am 23. Dezember 1751 fertiggestellt wurde. Auf den Grundmauern der ersten Kirche wurde am 14. Juni 1752 der Grundstein einer neuen größeren barocken Kirche gelegt. Diese wurde am 14. Oktober 1753 geweiht und bereits am 17. Juli 1776 durch einen Brand, der durch Blitzschlag ausgelöst wurde, bis auf das Mauerwerk zerstört. Der Grundstein der heutigen spätbarocken Saalkirche wurde 1778/1779 von Stadtbaumeister Johann Andreas Liebhardt errichtet. Dabei wurde das noch stehende Mauerwerk der abgebrannten Kirche benutzt. Am 25. Juni 1778 erfolgte die Grundsteinlegung und am 10. Oktober 1779 die Weihe. An der Ostseite wurde eine neue Ostseite mit einer Treppe zum Kirchplatz errichtet. Das vom Brand zerstörte Pfarrhaus wurde abgerissen und neu gebaut. Als erstes Bauwerk auf dem heutigen Gebiet von Frankfurt am Main bekam sie 1781 jeweils einen Wetterableiter (=Blitzableiter) auf dem Turm und dem Dach der Kirche, der von Professor Hemmer aus Mannheim konstruiert wurde und den der Schlossermeister Alb aus Frankfurt am Main angefertigt hatte.
1873 erfolgte die erste Renovierung mit dem Einbau der Nordtreppe zur Empore und der Entfernung der Schranke um den Altar. 1874 wurde eine neue Orgel von Johann Eberhard Walcker auf der Westseite eingebaut und die alte Orgel auf der Ostseite abgebaut. 1896 wurde die Bornheimer Kirche vollständig renoviert und am 13. September 1896 wieder eingeweiht. Sie erhielt durch einen Beschluss des Konsistoriums vom 4. Mai 1896 den Namen Johannis-Kirche. Danach wurden die Fenster bemalt und mit den Symbolen der vier Evangelisten Matthäus, Markus, Lukas und Johannes versehen.
1900 wurde das Traustübchen angebaut.
Im Zweiten Weltkrieg wurde die Johanniskirche am 11. Dezember 1944 bei den Luftangriffen auf Frankfurt am Main durch Fliegerbomben schwer beschädigt. Alle 15 Fenster, davon 12 mit Bemalung und das Deckengemälde wurden zerstört sowie Dach, Empore und Orgel stark beschädigt. Am 23. Mai 1948 wurde die Kirche nach der Beseitigung der Kriegsschäden wieder eingeweiht.
1955 wurde das Geläut der damals neu gebauten evangelischen Heilandskirche auf das der Johanniskirche und der Heilig-Kreuz-Kirche abgestimmt, damit alle Geläute auch ohne Disharmonie gemeinsam erklingen konnten.
1972 wurde die Johanniskirche unter Denkmalschutz gestellt. 1978 bis 1980 wurden das Innenschiff und der Kirchturm aufwendig saniert, weil sich der Turm infolge einer Grundwasserabsenkung durch den Bau der U-Bahn-Strecke in Bornheim zur Seite geneigt hatte. Der Turm wurde vom Kirchenschiff abgetrennt und durch über 10 m in den Boden reichende Pfähle aus Beton abgefangen. Das Kirchenschiff wurde vollständig renoviert.
1994 wurden die Renovierung des Turmes abgeschlossen und zwei neue Glocken installiert.
Am 25. Januar 2009 wurde eine neue Orgel von der Karl Schuke Berliner Orgelbauwerkstatt eingeweiht.
Nach dem Beschluss der Gemeindeversammlung vom 17. November 2013 erfolgte von März bis Dezember 2014 eine umfangreiche Sanierung, die neuen Außenputz, einen hellen Neuanstrich des Innenraumes, eine Reinigung des Altars, eine Ausbesserung und Streichen des Holzwerks, eine Erneuerung der Beleuchtungskörper, eine Vergrößerung des Altarpodests umfasste. Die Kirchenfenster wurden nach dem Entwurf von Lönne + Neumann aus Paderborn heller, die Medaillons mit den vier Evangelisten in den vorderen vier Fenstern in hellem gemusterten Glas neu eingefasst. Altartisch, Ambo, und Taufstein wurden neu gestaltet und ihre Anordnung überarbeitet. Anstelle der Kirchenbänke wurden 180 Stühle angeschafft. Am 7. Dezember 2014 wurde die Renovierung mit einem feierlichen Einweihungsgottesdienst abgeschlossen.

## Architektur

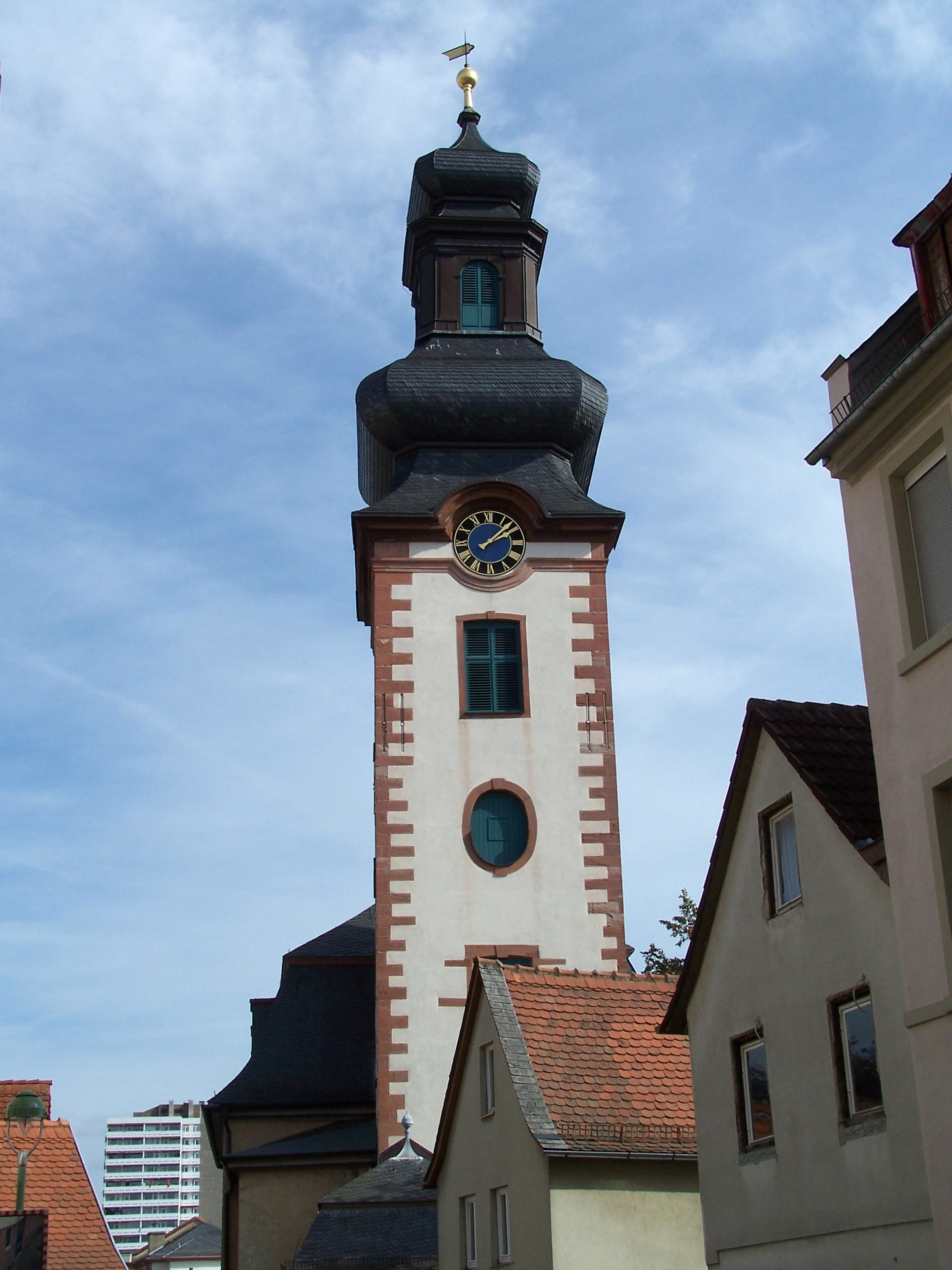
Zwiebelturm der Johanniskirche von Westen

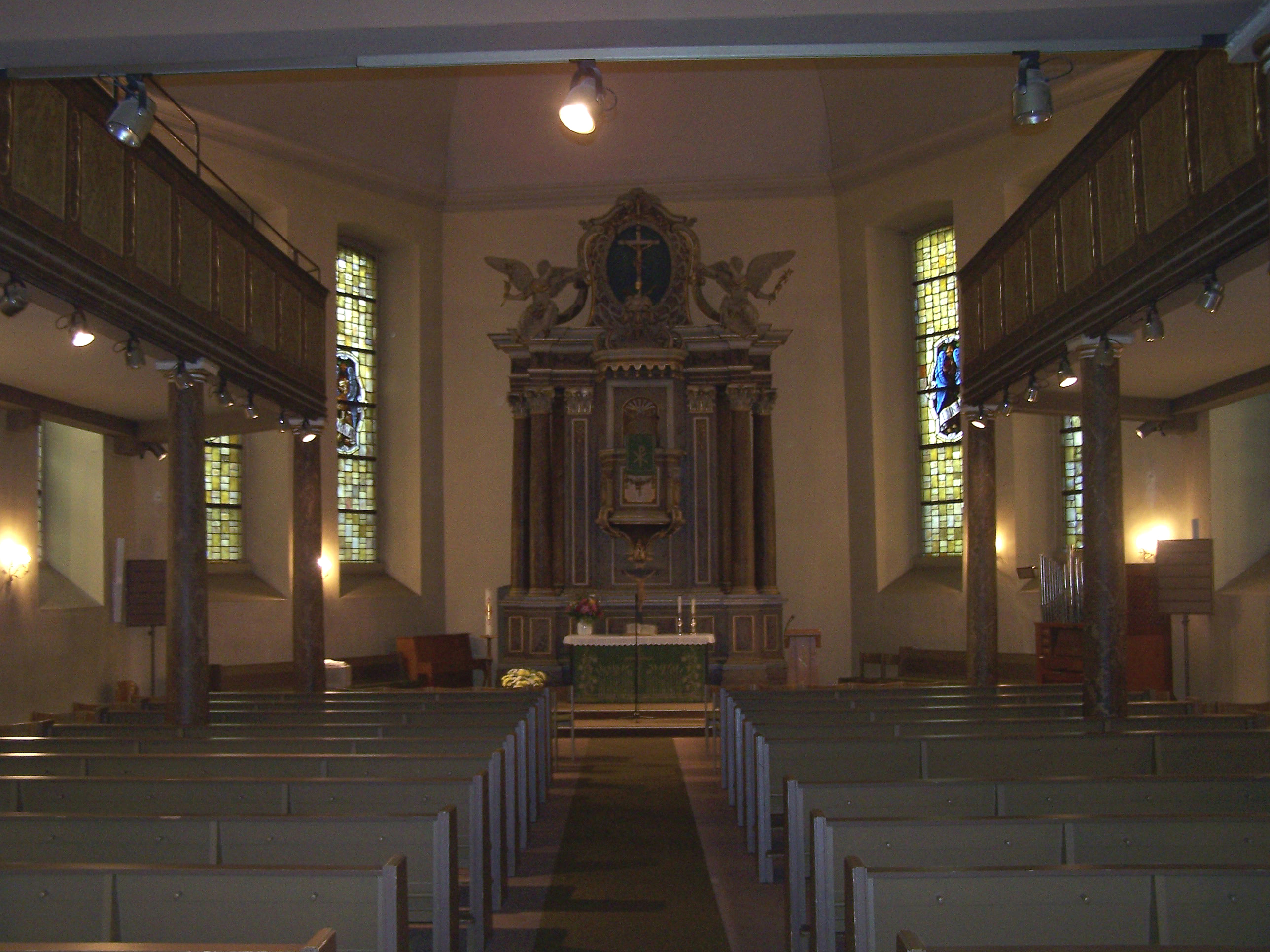
Kircheninnenraum bis März 2014

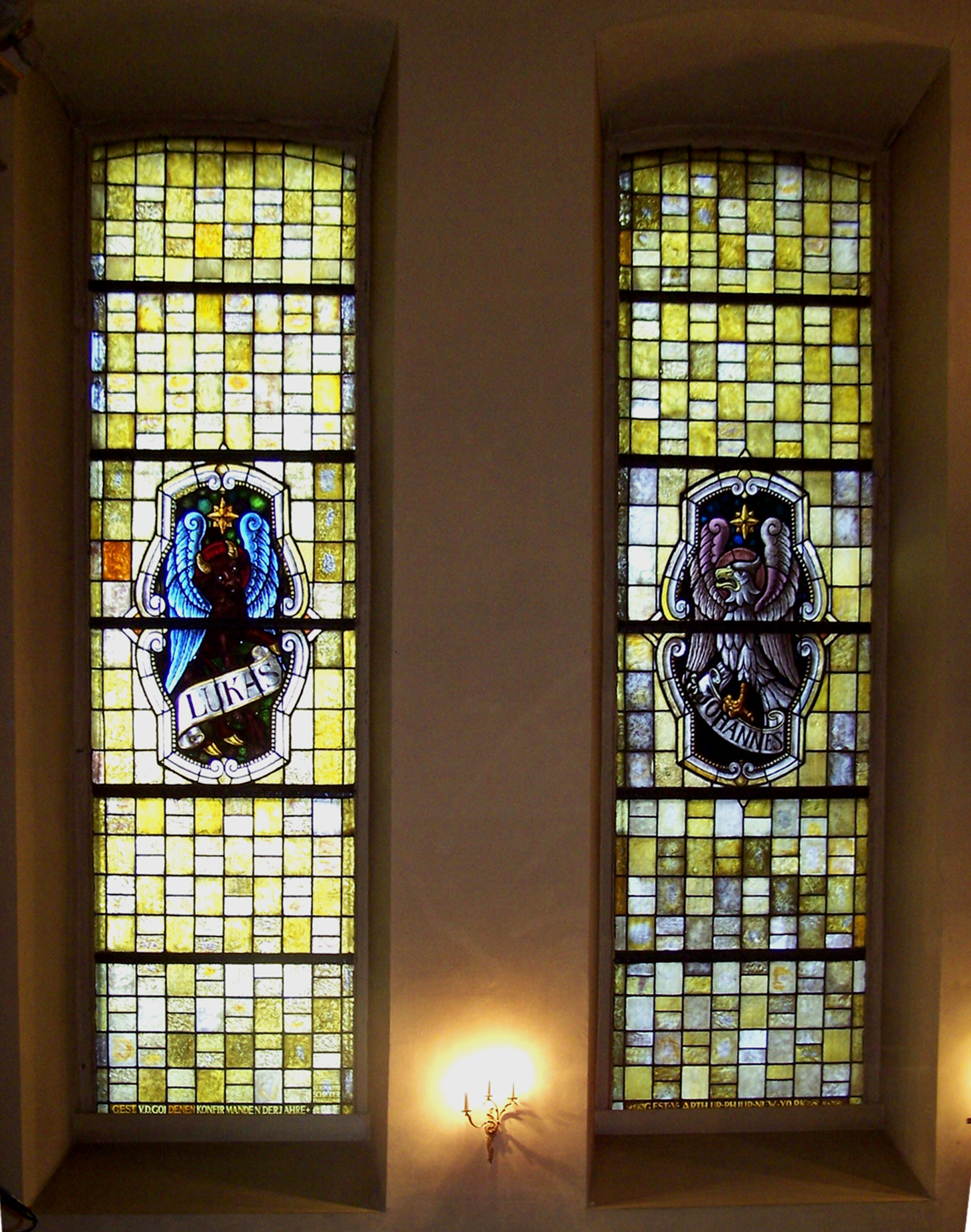
Zwei der Kirchenfenster mit den Evangelisten Lukas und Johannes (Zustand von 1948 bis 2014)

Der Grundstein von 1778 ist außen an der Nordostecke der Kirche zu sehen. Die Johanniskirche ist die größte der ehemaligen Dorfkirchen der die Frankfurter Innenstadt umgebenden Stadtteile. Sie ist eine barocke Saalkirche, die die Raumaufteilung des spätgotischen Vorgängerbaus übernimmt. Der Chor im Osten hat eine polygonale Form aus drei Seiten eines Oktogons. Außen wurde vermutlich 1778 ein Treppenhaus und eine Freitreppe angebaut.

### Turm
Der Kirchturm ist ein Wahrzeichen Bornheims. Der Turmschaft besteht aus verputztem Sandstein-Mauerwerk. Auf ihm sitzt ein markanter abgestufter Turmhelm, der von einer Welschen Haube gedeckt wird und etwa 2/5 der gesamten Turmhöhe ausmacht. Wegen ihres Zwiebelturms wird die Johanniskirche im Volksmund auch Zwiwwelkersch genannt. Der Turm erhebt sich im Westen zu einer Höhe von fast 50 Metern über einem quadratischen Grundriss von 7,50 auf 7,50 Metern. Der Turm ist etwas nach Süden gegenüber der Achse des Kirchenschiffs versetzt. Grund war vermutlich, dass der Turm auf das mittelalterliche Mauerwerk des Vorgängerbaus aufgebaut wurde. Die Versetzung ermöglichte 1873 den Anbau mit der Nordtreppe zur Empore. Der Turm wurde auf Mauerwerk aus dem Mittelalter errichtet. Das Kirchenschiff wurde jedoch gegenüber vorher auf 15 Meter verbreitert und gleichzeitig wegen älterer Grabstätten gegenüber dem Turm nach Norden verschoben. Der aus Sandstein gemauerte verputzte Turm besitzt einen Schaft, der nach oben durch eine reich gegliederte Gesimsleiste abschließt, die sich in der Symmetrieachse bogenförmig aufwölbt. In den Aufwölbungen befinden sich jeweils die Zifferblätter der Turmuhr. Der Turm ist durch viele Straßenfluchten im Norden Frankfurts zu erkennen. Wegen ihres charakteristischen Turmhelms wird die Kirche im Frankfurter Dialekt auch als „Zwiwwelkersch“ (Zwiebelkirche) bezeichnet.
Im Turm der Kirche nisten regelmäßig Turmfalken. Die Kirchengemeinde hat am Turm eine Webcam angebracht, deren Bilder live auf der Website der Gemeinde gestreamt werden.

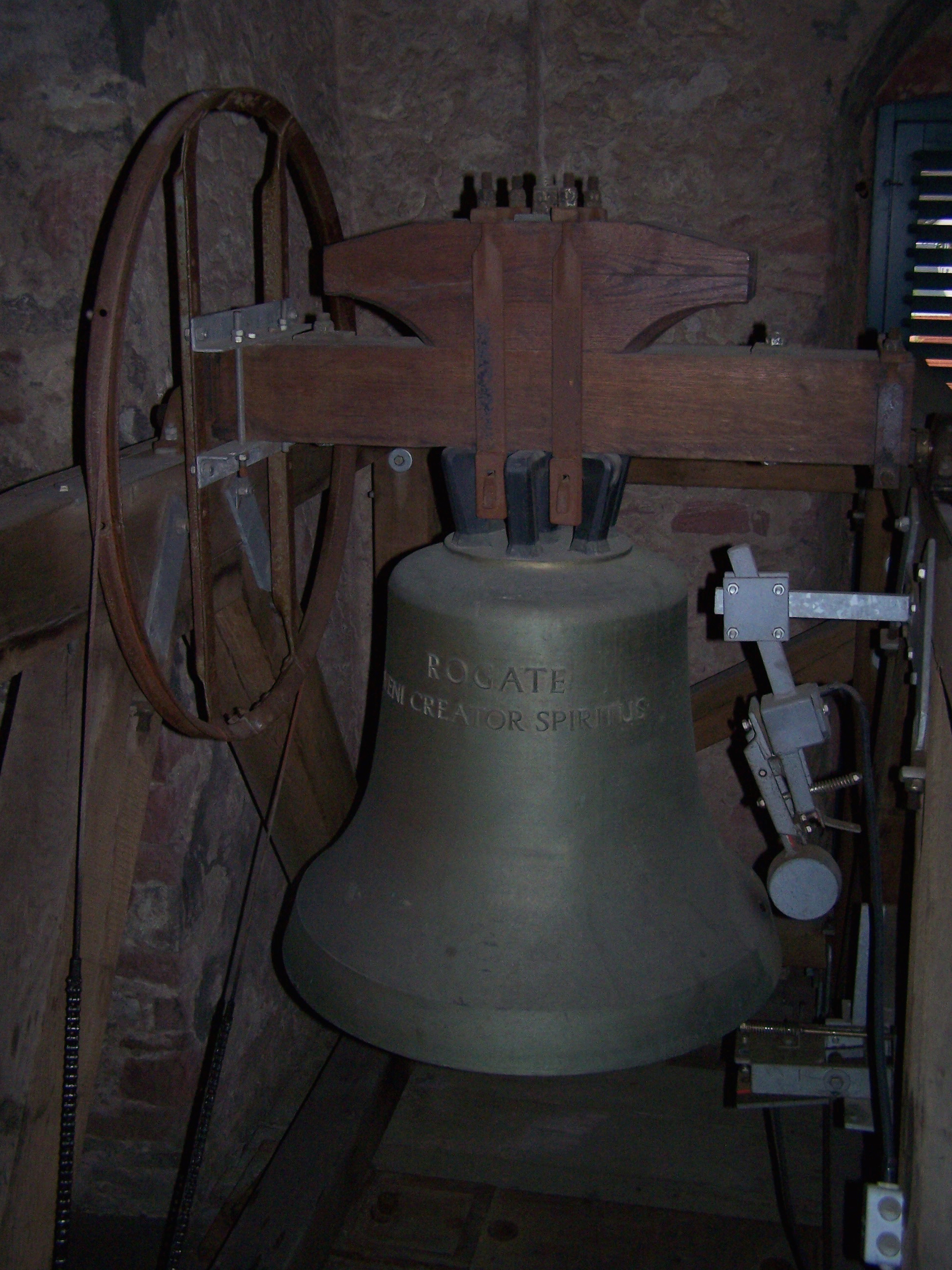
Glocke „Rogate“ im Turm
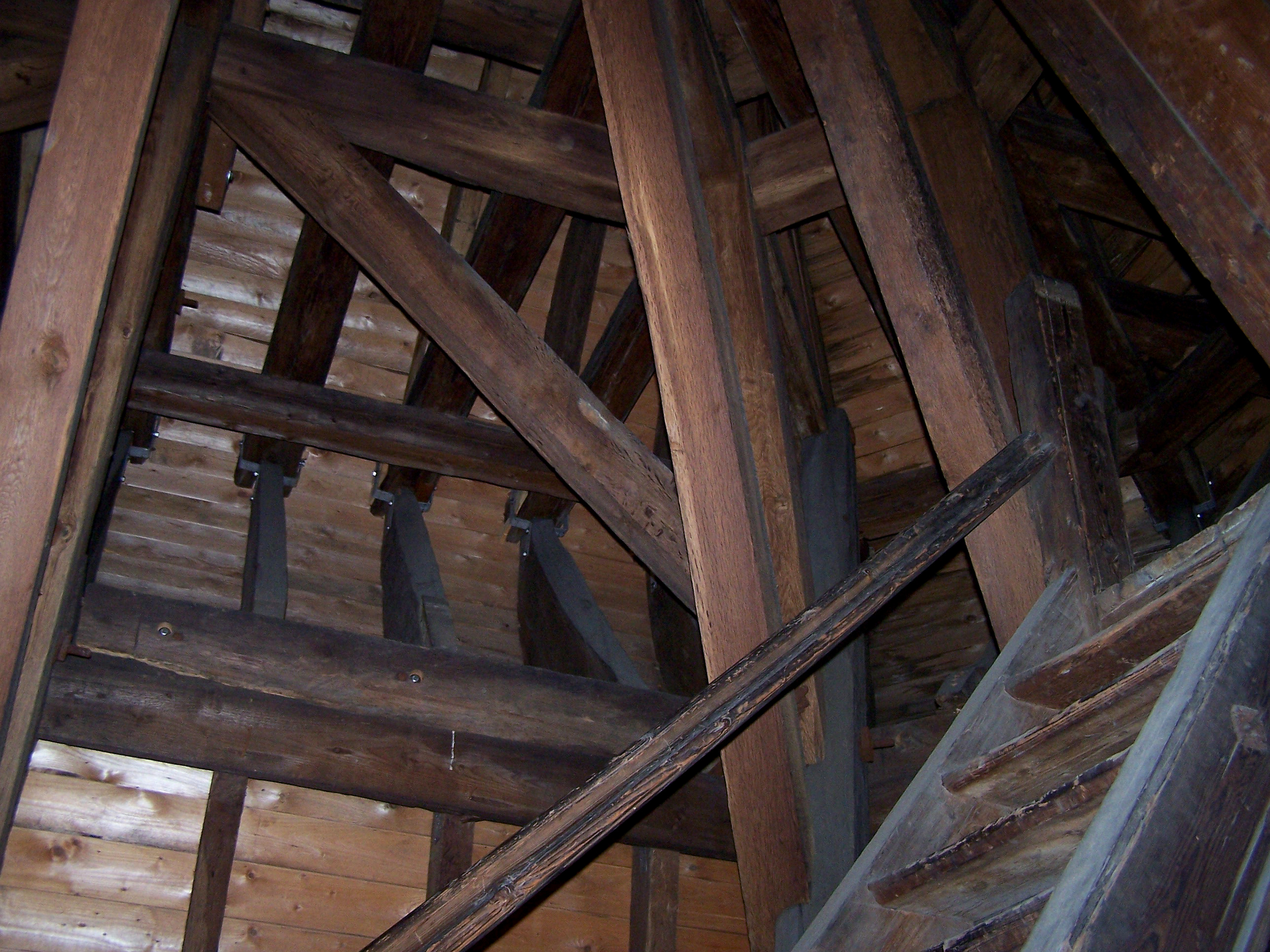
Dachstuhl im Turm
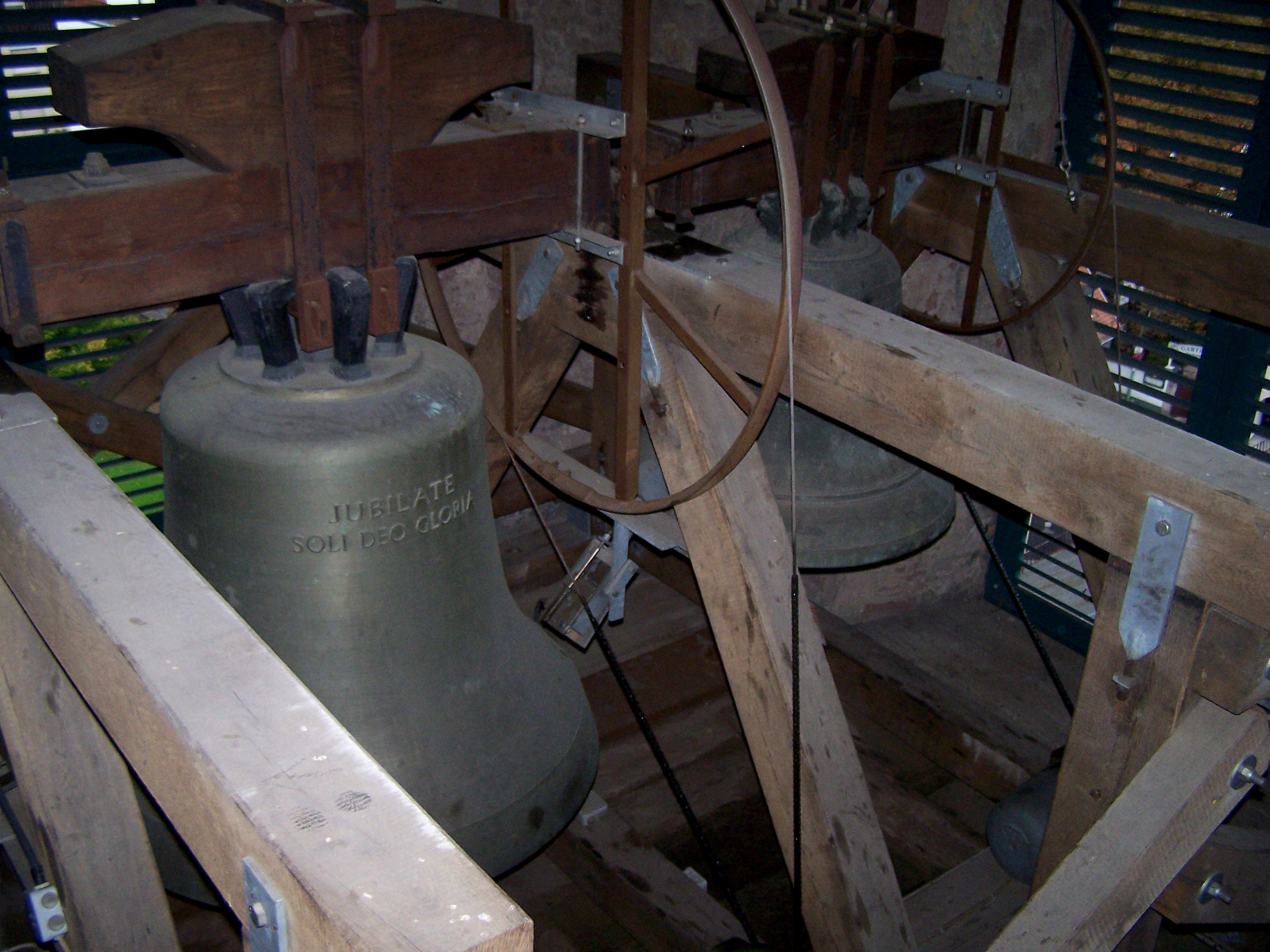
Glocken im Turm

### Kirchenschiff
Die Johanniskirche ist nach der in der Innenstadt gelegenen Katharinenkirche der größte und bedeutendste barocke Sakralbau Frankfurts und zugleich die größte Kirche der ehemaligen Frankfurter Dörfer. Sie gilt als der bedeutendste Sakralbau des 18. Jahrhunderts in Frankfurt am Main. Die Johanniskirche ist eine Saalkirche. Sie entspricht damit der spätgotischen Raumkonzeption des Vorgängerbaus. Das Kirchenschiff ist innen einschließlich des polygonalen Chores 22,50 Meter lang und 15 Meter breit. Vor dem Chor im Osten liegt der Kirchplatz. Das Mansarddach ist für die Architektur eines Dorfes ungewöhnlich elegant gestaltet. Die Höhe des Dachfirstes beträgt 20 Meter. Seine Firstlinie befindet sich in 20 m Höhe. Ursprünglich war es mit Dachziegeln gedeckt. Seit einem Sturm im Jahr 1712 hat die Johanniskirche eine Schieferdeckung. Kirchenschiff und Turm verfügten von Anfang an jeweils über einen eigenen Blitzableiter. Das Mansarddach ist für eine dörfliche Architektur ungewöhnlich elegant gestaltet.

## Ausstattung

### Innenraum
An den Seiten und an der Westwand verläuft eine hölzerne Empore, die von je fünf hölzernen Säulen auf der Nord- und der Südseite der Kirche getragen wird. Im Turmraum befindet sich der steinerne Opferstock von 1783. Die Horizontale des Kirchenschiffs wird durch Emporen und Gesimsleisten betont. Der Hochaltar befindet sich in dessen Achse. Bis zur Zerstörung im Zweiten Weltkrieg 1944 war die Empore durchgehend und lag damit vor den Fenstern. Im Bereich der vier Fenster im Altarraum wurde die Empore während der Reparatur im Jahr 1948 entfernt und damit die vier vorderen Fenster freigelegt. Die hölzernen Säulen, die die Empore tragen bestehen aus marmoriertem Holz, das von 1873 bis 1896 grau überstrichen war. Bei der Renovierung von 2014 wurden die Säulen ausgebessert und Vergoldungen und Farben ausgebessert und aufgefrischt. An der Nordseite des Kirchenschiffs befindet sich in einer Seitennische ein Epitaph für Johann Gerhard Münch, der von 1680 bis 1693 Pfarrer in Bornheim war und eine Gedenkinschrift für die Opfer des Zweiten Weltkrieges und bis 2014 die Skulptur aus Sandstein von Friedhelm Welge von 1983 (Torso eines leidenden Menschen).
Der Hochaltar mit Kanzel wurde 1779 von dem Bildhauer Johann Leonhard Aufmuth, dem Schreiner Dietz und dem Maler Johannes Nothnagel geschaffen. Er besteht aus marmoriertem Holz. Er besitzt toskanische Säulen und Pilaster mit korinthischen Kapitellen, Fries und Kranzgesims. Den oberen Abschluss bilden zwei Engel. Dazwischen befindet sich ein Kruzifix in einem Medaillon. Im Altarraum wurde 2014 ein durchgehendes Holzpodest eingebaut. Alter Altartisch, Taufstein und Lesepult wurden entfernt und durch neue aus Holz von den Künstlern Arnold & Eichler aus Nürnberg ersetzt.
2014 wurden die Kirchenbänke entfernt und durch Stühle ersetzt. An den Wänden befinden sich umlaufende Bänke.

### Fenster
Die Motive der 1896 durch den Architekten A. Lüthi farbig gestalteten vier Buntglasfenster im Altarraum stellen die vier Evangelisten Matthäus, Markus, Lukas und Johannes dar. Diese Fenster schuf die Glasmalereiwerkstatt Rudolf und Otto Linnemann aus Frankfurt in den Jahren 1906, 1912 und 1922. 1948 wurden anstelle der 1944 im Krieg zerstörten Fenster von 1896 neue unter der Verwendung von Silbergelbbeize auf den vorhandenen Bleiverglasungen ausgeführte eingebaut. Bei der Renovierung von 2014 wurden die Chorfenster von den Künstlern Lönne + Neumann aus Paderborn neu gestaltet. Dabei wurden die vier farbigen Evangelisten-Medallions von 1948 verwendet. Diese sind umgeben von Fenstern in neutralem Licht, die einen helleren Innenraum ermöglichen. Sie sind sechsteilig und von einem Strukturgeflecht überzogen, das zu einem changierenden Gefüge des durchscheinenden Lichtes führt. Die Hintergründe der vier Evangelistenmedallions wurden durch neue hellere Einpassungen ersetzt. In ihrer vorherigen Form sind sie mit den rahmenden Bordüren erhalten geblieben. Die übrigen Fenster wurden in ihrer Ausführung farbig sehr reduziert.

### Orgel

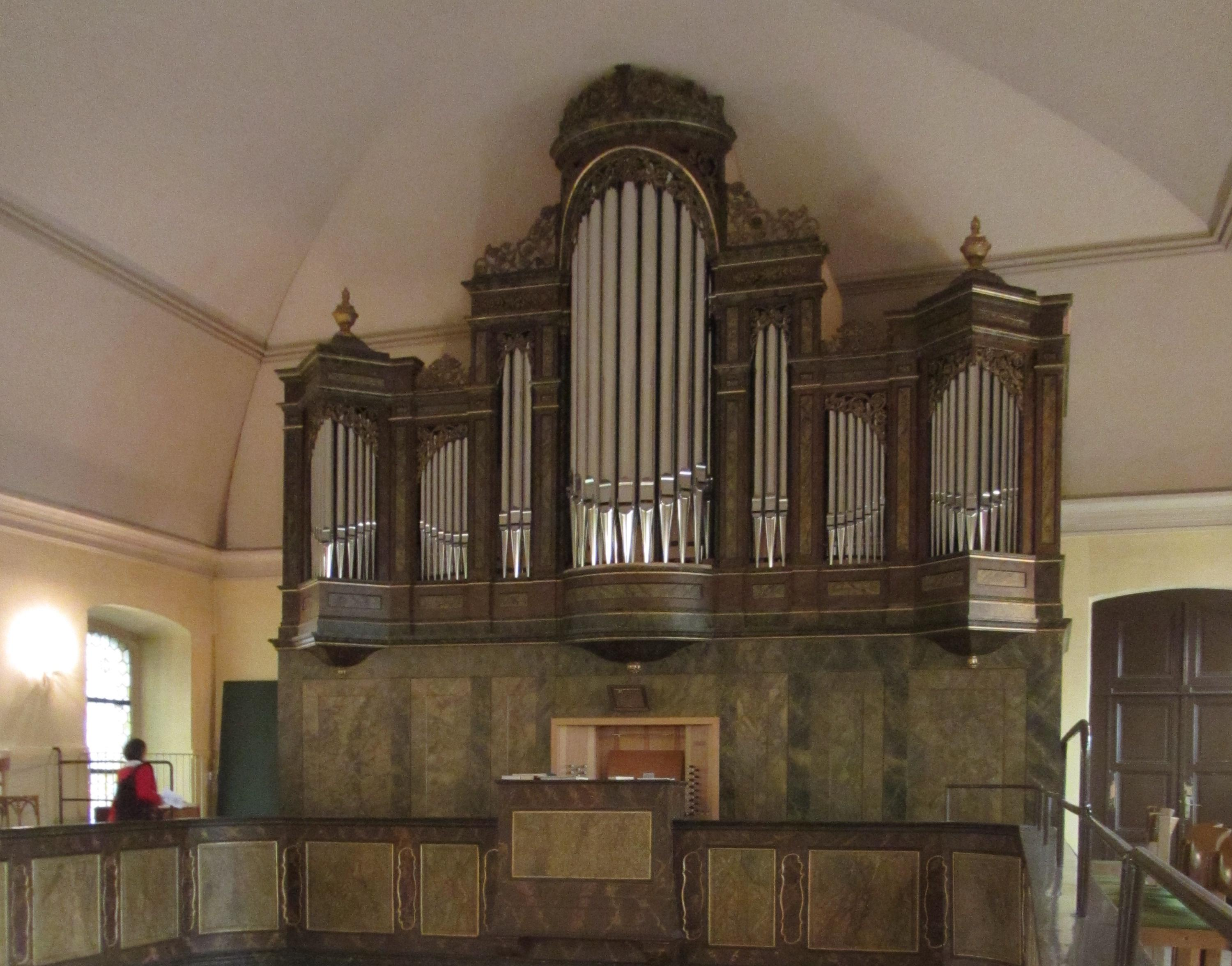
Schuke-Orgel von 2008

Auf der Westempore befindet sich die Orgel. Das denkmalgeschützte Orgelgehäuse stammt von 1874. Das frühere Werk der Ludwigsburger Orgelbauers Walcker wurde 1949 renoviert und von 24 auf 32 Register erweitert, genügte aber zuletzt nicht mehr den Anforderungen. Es wurde daher im Januar 2008 ausgebaut. Die neue Orgel wurde hinter den denkmalgeschützten Prospekt gebaut. Sie übernahm vier Register der alten Orgel der Firma Walcker und wurde von der Berliner Orgelbaufirma Karl Schuke gebaut. Die neue Orgel wurde am 25. Januar 2009 eingeweiht. Das Schleifladen-Instrument hat 32 Register auf zwei Manualen und Pedal. Die Oboe im Schwellwerk ist in einem eigenen Wind-Schwellwerk untergebracht. Die Spieltrakturen sind mechanisch, die Registertrakturen sind elektrisch.
| I Hauptwerk C–g3 |                |     |
| 1.               | Bordun         | 16’ |
| 2.               | Principal      | 8’  |
| 3.               | Flauto Amabile | 8’  |
| 4.               | Viola da Gamba | 8’  |
| 5.               | Rohrflöte      | 8’  |
| 6.               | Octave         | 4’  |
| 7.               | Hohlflöte      | 4’  |
| 8.               | Octave         | 2’  |
| 9.               | Cornett III    |     |
| 10.              | Mixtur IV      |     |
| 11.              | Trompete       | 8’  |

| II Schwellwerk C–g3 |                  |        |
| 12.                 | Lieblich Gedackt | 16’    |
| 13.                 | Geigenprinzipal  | 8’     |
| 14.                 | Aeoline          | 8’     |
| 15.                 | Vox coelestis    | 8’     |
| 16.                 | Gedackt          | 8’     |
| 17.                 | Fugata           | 4’     |
| 18.                 | Traversflöte     | 4’     |
| 19.                 | Nazard           | 2 ⁄3′  |
| 20.                 | Piccolo          | 2’     |
| 21.                 | Tierce           | 1 3⁄5′ |
| 22.                 | Sifflöte         | 1’     |
| 23.                 | Progressio III   |        |
| 24.                 | Klarinette       | 8’     |
| 25.                 | Oboe             | 8’     |
|                     | Tremulant        |        |

| Pedal C–f1 |            |     |
| 26.        | Violon     | 16’ |
| 27.        | Subbass    | 16’ |
| 28.        | Octavbass  | 8’  |
| 29.        | Cello      | 8’  |
| 30.        | Bassflöte  | 8’  |
| 31.        | Choralbass | 4’  |
| 32.        | Posaune    | 16’ |

- Koppeln: II/I, I/P, II/P
- 4000-fache Setzeranlage
- Windschweller für Oboe 8’ im SW
- Oboe 8‘ auf pneumatischer Kegellade

### Glocken
Bei dem Kirchenbrand von 1776 schmolzen die damals vorhandenen zwei Glocken und wurden 1777 und 1778 ersetzt. 1885 erfolgte eine Ergänzung durch eine dritte Glocke. Zwei der Glocken wurden im Ersten Weltkrieg eingeschmolzen. Die älteste Glocke Cantate von 1777 blieb damals erhalten und 1921 durch zwei neue Glocken von Ulrich & Weule in Apolda mit den Namen Rogate und Jubilate ergänzt. Diese beiden Eisenglocken waren 1985 schadhaft und mussten 1995 ersetzt werden.
Im Turm befinden sich seitdem folgende Glocken:
| Nr. | Gussjahr/Gießer                      | Name     | Masse in kg | Durchmesser in mm | Schlagton |
| --- | ------------------------------------ | -------- | ----------- | ----------------- | --------- |
| 1   | 1994 Rincker, Sinn                   | Jubilate | 1216        | 1260              | es′       |
| 2   | 1777 Schneidewind, Frankfurt am Main | Cantate  | 539         | 981               | g′        |
| 3   | 1994 Rincker, Sinn                   | Rogate   | 390         | 853               | b′        |

## Lage
Der heutige Johanniskirchplatz an der Ostseite vor der Freitreppe war ursprünglich eine Pferdeschwemme. Daneben stand das Rathaus des Dorfes Bornheim. Dieses wurde 1801 abgerissen und die Pferdeschwemme zugeschüttet. 1803 wurde der freie Platz gepflastert. Seit 2002 findet dort die Bernemer Kerb, das Bornheimer Kirchweihfest, statt. Den heutigen Namen erhielt der Platz im Jahr 2003.
Südlich der Kirche lagen hinter dem Rathaus der Pfarrgarten und die 1787 neu erbaute Bornheimer Schule. Heute befindet sich dort das Gemeindehaus. Der Bau von 1959 wurde 2006 durch einen Neubau ersetzt. Dahinter liegt der 1953 erbaute Kindergarten, der 2008 umgebaut und erweitert wurde. 1842 wurde dieser ursprünglich als Kleinkinderbewahranstalt von der Witwe Heroux gegründet. Er musste später dem Neubau der Bornheimer Schule (heutige Kirchnerschule) weichen. Die Bornheimer Kirchengemeinde stellte dem ab 1918 städtischen Kindergarten Nr. 18 den unteren Saal im alten Schulhaus an der Großen Spillingsgasse zur Verfügung. 1944 wurde das Gebäude bei einem Luftangriff zerstört. Nach 1945 erwarb die Kirchengemeinde das Grundstück an der Großen Spillingspasse von der Stadt.
Das ursprüngliche Pfarrhaus wurde bei dem Kirchenbrand von 1776 schwer beschädigt, anschließend abgerissen und 1778 neu gebaut. Das Pfarrhaus von 1908 mit Gemeindebüro liegt nördlich der Kirche in der Turmstraße 21. In ihm wurde der Frankfurter Adler vom vorherigen Pfarrhaus mit der Jahreszahl 1778 vermauert.
Neben dem Pfarrhaus befand sich der 1908 zusammen mit diesem errichtete und 1944 im Krieg bei den Bombenangriffen zerstörte Konfirmandensaal. 1950 wurde dieser neu gebaut und hieß zunächst Gemeindesaal Turmstraße und heute Turmsaal.

### Kirchgarten
Der Kirchgarten südlich der Kirche war bis 1693 der Friedhof von Bornheim. Danach wurden nur noch vereinzelt Angehörige des jeweiligen Pfarrers und ein im Amt gestorbener Schultheiß dort begraben. Der Friedhof wurde 1761 in die Nähe des Dorftores Am Stiegelschlag (heute Eulengasse 66–68) verlegt. Am 9. April 1851 wurde schließlich der heute noch existierende Bornheimer Friedhof an der Dortelweiler Straße zur Friedberger Warte eröffnet.
Eine Skulptur aus Bronze von 1929 des Frankfurter Bildhauers Georg Mahr erinnert an die Gefallenen des Ersten Weltkrieges. Die Luthereiche wurde zum 400. Geburtstag Martin Luthers im November 1883 gepflanzt. Die Glocke Rogate von 1921 wurde Im Rahmen der Renovierung des Turms 1994 abgehängt und im Kirchgarten aufgestellt. Im Rosenbeet befindet sich eine Sandsteinsäule der Bornheimer Steinmetzmeisterin Saskia Ruths. Bei der Renovierung der Kirche 2014 wurde auch der Kirchgarten und seine Einzäunung neu gestaltet.

## Geschichte der Kirchengemeinde Bornheim

### Heilandsgemeinde (1955 bis 2002) und Wartburggemeinde (ab 1955)
Der Kirchenvorstand der Johannisgemeinde beschloss am 12. Januar 1953 die damals 36.000 Mitglieder zählende Gemeinde aufzuteilen. Zum 1. April 1955 errichtete die Kirchenleitung der Evangelischen Kirche in Hessen und Nassau zwei selbständige Gemeinden, die Heilandsgemeinde im Osten Bornheims und die Wartburggemeinde im Nordend. Während die Wartburggemeinde mit ihrer 1962 erbauten Kirche in der Hartmann-Ibach-Straße bis heute besteht, fusionierten zum 1. Januar 2003 wegen sinkender Mitgliederzahlen die Johannisgemeinde und die Heilandsgemeinde zur Evangelischen Kirchengemeinde Bornheim. Da eines der beiden Kirchengebäude nicht mehr gebraucht wurde, beschloss die Gemeinde, die historische Johanniskirche zu behalten. Die Heilandskirche wies zudem einen erheblichen Sanierungsbedarf auf, darüber hinaus war das zentral gelegene Grundstück gut wiederzuverwerten. Die gesamte Bebauung mit Kirche, Gemeindezentrum und Altenheim wurde 2005 abgerissen.

### Haus Saalburg und Heilandskapelle (ab 2007)
Die Agaplesion Frankfurter Diakonie-Kliniken übernahmen das Grundstück durch Erbbaurecht und errichteten dort das Haus Saalburg, das im Oktober 2007 eröffnet wurde. Dieses umfasst 53 barrierefreie Zwei- und Dreizimmer-Wohnungen im Bereich Wohnen und Service sowie einen Pflegebereich Wohnen und Pflege mit 57 Einzel- und 8 Doppelzimmern auf zwei Wohnetagen sowie ein öffentliches Restaurant, einen Friseursalon, die ökumenische Heilandskapelle, die Heilands-Kindertagesstätte der Evangelischen Kirchengemeinde Bornheim und einen Kirchenladen. Die Heilandskapelle trägt ihren Namen in Erinnerung an die Heilandskirche. In ihr finden sowohl evangelische als auch katholische Gottesdienste statt. Sie kann außerdem mit einem angrenzenden Raum für Veranstaltungen genutzt werden.

### Veranstaltungen zur Luminale

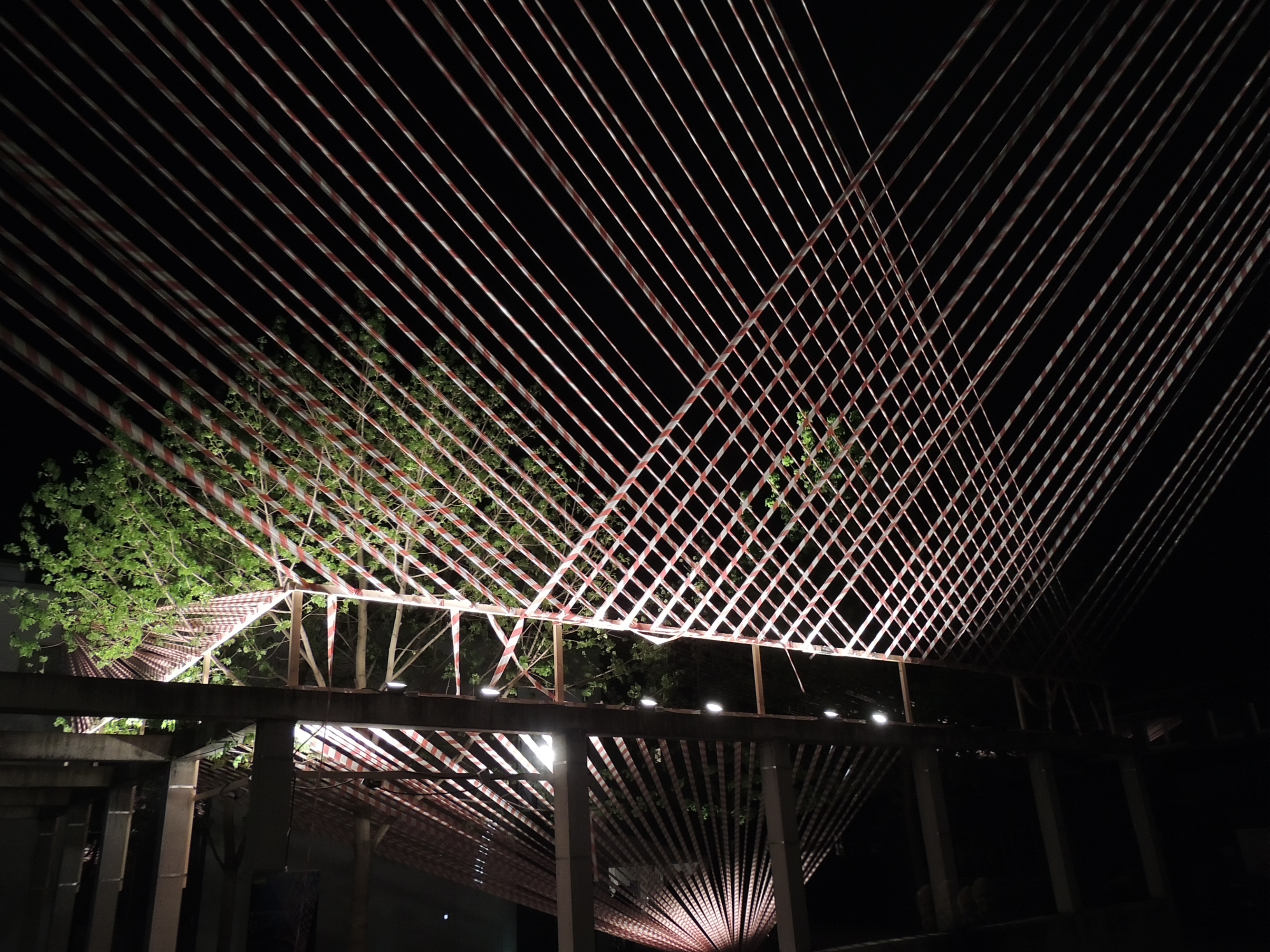
Installation „BLICK(T)RÄUME“ zur Luminale 2014 außerhalb der Kirche

- Die Johanniskirche war vom 6. bis zum 11. April 2008 einer der Veranstaltungsorte der Luminale 2008. Die mit Musik von CD kombinierte Lichtinstallation des Fotografen Peter Habermehl bestand aus drei Beleuchtungskonzepten, die von den Besuchern mit einem Drehschalter aktiviert werden konnten. Die drei verschiedenen durch Licht dargestellten Stimmungen, ermöglichten den Besuchern die Kirche immer wieder in einem anderen Licht zu sehen. Das künstlerische Ziel der Installation bestand in einem metaphorischen Denkanstoß durch die visuelle und haptische Wahrnehmung.[9][10][11]
- Während der Luminale 2010 vom 11. bis zum 16. April 2010 war ebenfalls eine Installation von Peter Habermehl in der Johanniskirche zu sehen. Die Installation Schnittstelle Kirchenfenster bestand aus vier Projektionsflächen, die sich vor vier Kirchenfenstern links und rechts des Altarraumes befanden. Das von außen einfallende Licht wurde als weltlicher Einfluss auf Kirche und Glauben betrachtet. Dies wurde durch zwölf verschiedene Fotografien von künstlerischen Installationen symbolisiert. Diese wurden im Wechsel mit Abbildungen der Kirchenfenster mit Figuren mit Köpfen von Mensch, Löwe, Stier und Adler, die die vier Evangelisten Matthäus, Markus, Lukas und Johannes symbolisieren, auf die Projektionsflächen projiziert. Die künstlerischen Bilder standen für den Lauf der Jahreszeiten, die in das Kirchenjahr hinein wirken. Untermalt wurde diese Lichtinstallation durch Orgelmusik.[12][13]
- Während der Luminale 2012 vom 15. bis zum 20. April 2012 war wieder eine Installation von Peter Habermehl in der Johanniskirche zu sehen. Die Installation mit dem Titel Licht Klang Schöpfung bestand aus außen an der Kirche angebrachten Scheinwerfern, die durch die Kirchenfenster nach innen strahlten und der Projektion geometrischer Muster an der Kirchendecke oberhalb des Altars. Untermalt wurde das Lichtkunstwerk durch den Klang von Naturklanginstrumenten und Orgelmusik, die zu einer ungewöhnlichen, die Seele berührenden Klangcollage verschmolzen waren. Bei den von dem Klangkünstler und Musiker Frank Köstler gespielten Naturklanginstrumenten handelte es sich um Didgeridoo, Trommel, Schwirrbogen und eine Klangschale aus Silicium. Die Orgelmusik des Organisten Timo Rinke symbolisierte den Schöpfungsgeschichte der Bibel. Bei der Eröffnung erklang die Schöpfungsgeschichte von dem Schauspieler Ben Becker gelesen.[14]
- Während der Luminale 2014 vom 30. März bis zum 4. April 2014 gab es wegen der Renovierung der Kirche die Installation „BLICK(T)RÄUME“ des Luminaleprojektes der Evangelischen Kirchengemeinde Bornheim nach dem Konzept von Peter Habermehl im äußeren Umfeld der Johanniskirche. Als Anspielung auf die Baumaßnahmen wurden rot-weiße Absperrbänder fächerartig zwischen der Kirche, dem Gemeindehaus und der Kindertagesstätte gespannt und bei Dunkelheit durch Scheinwerfer angestrahlt. So entstanden neue Raumeindrücke, die nach dem Betrachtungswinkel unterschiedliche Perspektiven ermöglichten. Ergänzt wurde die Installation durch künstlerische Landschaftsbilder aus Ahrenshoop und Bilder der Architektur und Symbolik des Gotteshauses, die als Multivision an eine Hauswand projiziert wurden.[15][16]